# Englische Rugby-Union-Meisterschaft 1994/95
Die Saison 1994/1995 von Premiership Rugby war die achte Saison der obersten Spielklasse der englischen Rugby-Union-Meisterschaft. Aus Sponsoringgründen trug sie den Namen Courage League. Sie umfasste 18 Spieltage mit je einer Vor- und Rückrunde. Den Meistertitel gewannen zum zweiten Mal die Leicester Tigers, während die Northampton Saints absteigen mussten.

## Courage League
Tabelle

M: Letztjähriger Meister

P: Promotion (Aufsteiger) aus der National Division One
|     | Team                    | Spiele | Siege | Unent. | Ndlg. | Spiel- punkte | Diff. | Tabellen- punkte |
| --- | ----------------------- | ------ | ----- | ------ | ----- | ------------- | ----- | ---------------- |
| 01. | Leicester Tigers        | 18     | 15    | 1      | 2     | 400:239       | + 161 | 31               |
| 02. | Bath Rugby (M)          | 18     | 12    | 3      | 3     | 373:245       | + 128 | 27               |
| 03. | London Wasps            | 18     | 13    | 0      | 5     | 470:323       | + 147 | 26               |
| 04. | Sale Sharks (P)         | 18     | 7     | 2      | 9     | 327:343       | − 16  | 16               |
| 05. | Orrell RUFC             | 18     | 6     | 3      | 9     | 256:326       | − 70  | 15               |
| 06. | Bristol Rugby           | 18     | 7     | 0      | 11    | 301:353       | − 52  | 14               |
| 07. | Gloucester Rugby        | 18     | 6     | 1      | 11    | 269:336       | − 67  | 13               |
| 08. | Harlequins              | 18     | 6     | 1      | 11    | 275:348       | − 73  | 13               |
| 09. | West Hartlepool RFC (P) | 18     | 6     | 1      | 11    | 322:412       | − 90  | 13               |
| 10. | Northampton Saints      | 18     | 6     | 0      | 12    | 267:335       | − 68  | 12               |

Die Punkte wurden wie folgt verteilt:
- 2 Punkte bei einem Sieg
- 1 Punkte bei einem Unentschieden
- 0 Punkte bei einer Niederlage

## National Division One
Die Saison der zweiten Liga (National Division One) umfasste 18 Spieltage mit je einer Vor- und Rückrunde. Die zwei bestplatzierten Mannschaften, die Northampton Saints und London Irish, stiegen in die Premiership auf. Der Fylde RC und der Coventry RFC mussten in die National Division Two absteigen.
Tabelle

P: Promotion (Aufsteiger) aus der National Division Two

R: Relegation (Absteiger) aus der Premiership
|     | Team                   | Spiele | Siege | Unent. | Ndlg. | Spiel- punkte | Diff. | Tabellen- punkte |
| --- | ---------------------- | ------ | ----- | ------ | ----- | ------------- | ----- | ---------------- |
| 01. | Saracens               | 18     | 15    | 1      | 2     | 389:213       | + 176 | 31               |
| 02. | Wakefield RFC          | 18     | 12    | 1      | 5     | 354:261       | + 93  | 25               |
| 03. | Newcastle Gosforth (R) | 18     | 8     | 2      | 8     | 373:281       | + 92  | 18               |
| 04. | London Scottish        | 18     | 9     | 0      | 9     | 351:321       | + 30  | 18               |
| 05. | London Irish (R)       | 18     | 9     | 0      | 9     | 363:381       | − 18  | 18               |
| 06. | Moseley RFC            | 18     | 8     | 1      | 9     | 299:303       | − 4   | 17               |
| 07. | Nottingham RFC         | 18     | 8     | 1      | 9     | 299:322       | − 23  | 17               |
| 08. | Waterloo RFC           | 18     | 8     | 0      | 10    | 287:331       | − 44  | 16               |
| 09. | Fylde RC (P)           | 18     | 8     | 0      | 10    | 250:329       | − 79  | 16               |
| 10. | Coventry RFC (P)       | 18     | 2     | 0      | 16    | 213:436       | − 223 | 4                |

Die Punkte wurden wie folgt verteilt:
- 2 Punkte bei einem Sieg
- 1 Punkte bei einem Unentschieden
- 0 Punkte bei einer Niederlage